# Celaya
Celaya é um município do estado de Guanajuato, no México. O município está localizado a sudoeste do estado de Guanajuato, a 50 km ao oeste da cidade de Santiago de Querétaro, e a 260 km da Cidade do México.

## Nome e escudo
Celaya tem origem do nome Zalaya que vem do vocabulário Basco, que significa "terra da planície" ou "terra plana", aludindo ao planalto da região conhecida como Bajío mexicano onde está localizada.
O brasão da cidade de Celaya foi consedido pelo vice-rei da Nova Espanha, Don Francisco Fernández de la Cueva, que confirmou a concessão da fundação da cidade.
O escudo é constituído por uma oval emoldurado com uma faixa estilizada adornado com cinco treme de setas (simbolizando as tribos indígenas), contendo no fundo três faixas divididas em azul, vermelho e branco, simbolizando a realeza, a pureza, poder e soberania, respectivamente.
- A faixa azul continua focada a imagem da Imaculada Conceição, no lado direito deste é o monograma da coroa de Filipe IV, à esquerda é uma gruta em homenagem ao vice-rei Fernández de la Cueva.
- A faixa branca contém uma representação dos fundadores de Celaya reunidos sob uma algaroba que dava sombra. para o conselho da cidade em primeiro lugar.
- A faixa vermelha contém o lema em latim, De forti dulcedo ("Da doçura forte") sobre dois braços rendendos braços nus, símbolo da pacificação das tribos Chichimecas, Huachichili e Guamares.

## História

### Fundação
A cidade foi fundada em uma aldeia indígena chamada Nat-Hi Tha, em Otomi que significa de baixo de algaroba ou em  sombra de algaroba; várias espanhois circundaram em torno das Vila de Apaseo e Acambaro que foram instaladas para abastecer os viajantes. Estes espanhois a chamaram de comarca de  Mezquital de los Apatzeos.

O epicentro da construção da fortaleza foi o Convento Grande de São Francisco e criação posterior das Casas Reais na Plaza de Armas. Mais tarde as fazendas do entorno, com a ajuda dos afluentes dos rios e San Miguel Apaseo tornou-se,  importantes produtores de milho, trigo, pimenta, vinha e maguey para as cidades mineiras dos estados de Guanajuato, Zacatecas e San Luis Potosí, em cuja rato era caminho necessário.

Casa do Diezmo, uma das construções históricas de Celaya.

Os espanhois viajantes e moradores do assentamento, foram submetidos a constantes ataques dos índios, para que o então vice-rei da Nova Espanha Don Luís de Velasco, emitisse em 1551 uma carta para instalar uma guarnição para proteger os interesses da coroa.
Apesar da guarnição, a frequência de ataques a turistas, levando os metais preciosos para a capital, obrigou o vice-rei D. Martín Enríquez de Almanza vir pessoalmente para organizar a defesa dos viajantes. Foi durante esta visita quando o colonizador espanhol pediu-lhe para fundar uma cidade com o nome de Villa de la Puríssima Concepción de Zelaya, foi assim que emitiu um mandado para este fim em 12 de outubro de 1570.
Mas a nomeação pela carta, devido às diferenças entre os colonizadores espanhóis, não aconteceu até 1 de janeiro de 1571, quando se encontraram as requisições necessárias para a fundação, deixando a cidade sob a proteção da Imaculada Conceição. Desde então, a única cidade do país comemora o dia em que foi dada autorização para fundação, como a própria fundação.
Os missionários franciscanos tiveram vital importância para o desenvolvimento da cidade, construindo Cemitérios, plantação popular, hospital, um convento do Colégio "Imaculada Conceição", que é umm das instituições antecedente da "Real e Pontifícia Universidade do México", quando construiu a Igreja de São Francisco, O Templo da Terceira Ordem, a Igreja de Nossa Senhora do Pilar, o Templo da Senhora de Gordon, a Capela das Dores e espaços públicos agora localizado no Centro Histórico.
Em 1597 a ordem das Carmelitas chegaram ao convento da Vila e templos. Em 1609 se estabelecem os Agostinhos ao sul da vila, que também fundaram seu próprio mosteiro e templo. Em 1623 com a construção de um templo dedicado a Nossa Senhora de Trânsito e um hospital, que institui os monges Juaninos na cidade.
Quase um século depois, em 10 de outubro de 1655, a vila conhecida e nomeada nos relatórios do vice-reinado como como Zelaya o Celaya é dada a real autorização para possuir, o título de muito nobre e leal cidade com diretio e brasão, mas o título não é confirmado pelo Rei Filipe IV da Espanha, mais só em 7 de dezembro de 1658 após o pagamento de dívidas para com a coroa.
Não foi até 1719 que os jesuítas, vieram a então cidade de Celaya, criaram a Igreja e Convento da Companhia de Jesus, agora destruída, e instruindo-nos uma melhor técnicas para o cultivo de uvas. Em 1724 na Alameda da cidade eles ergueram o Santuário da Nossa Senhora de Guadalupe.

### Período de Independência
Ao iniciar a independência do México, a cidade recebeu um Don Miguel Hidalgo y Costilla, dias depois de anunciar em 16 de setembro de 1810, o Grito de Dolores, (acontecimento desencadeador da Guerra da Independência).
A multidão chegou a Celaya em 20 de setembro de 1810, a acampar nos terrenos da fazenda de Santa Rita, local onde atualmente a empresa está os laboratórios Senosiain. Devido a um transbordamento de rios ao redor, o padre Miguel Hidalgo não poderia chegar à cidade até o dia seguinte. No entanto, ele enviou uma carta ao conselho pedindo aos celayenses rendição incondicional, lembrando que, sob sua custódia tinha 70 espanhol e que se não rendesse a cidade, iriam para morrer. A cidade foi tomada de forma pacífica, em seguida em 21 de setembro nas primeiras manifestações de um exército rebelde no México.
Na pousada de Guadalupe, que ainda está no Centro Histórico da cidade, estava hospedado Hidalgo, onde o então exército organizado de maneira precária.
Em 22 de setembro Hidalgo foi nomeado capitão-general do exército insurgente, por Ignacio Allende, tenente-general  entre outros. Foi então preparado para sair para sair de Celaya e tomar a cidade de  Guanajuato.
Apesar de Celaya ter sido tomada pelos rebeldes, o exército monarquista em nome do Vice-Rei, recuperou a cidade e colocou uma guarnição para suprimir manifestações de independência.
Não foi até 1822, meses após a consumação da Independência e dada a popularidade de Agustín de Iturbide na proclamação da soberania, o regimento de Celaya chamada na noite de 18 de Maio, aos gritos de "Viva Agustín de Iturbide, imperador do México!". A notícia não demorou a  chegar na Cidade do México somando-se ao Congresso discutiu a proposta e aceitar a coroação de Agustín de Iturbide.

## Século XIX

### Intervenção dos Estados Unidos no México
Durante a intervenção americana no México, o regimento de Celaya, comandado pelo general Pedro Ampudia em Guanajuato, foi o primeiro regimento na luta contra os invasores americanos nas batalhas de Palo Alto e de La Resaca Guerrero, formando então este o primeiro e o segundo regimento de Celaya para regimento auxiliar de Guanajuato.

### Intervenção da França no México
Em 1864, o México sofreu intervenção francesa, durante o qual a ocupação das tropas francesas invadiram a parte de  Bajío a partir da cidade de San Miguel de Allende avançando para Celaya e de lá para leste, até a subsequente ocupação da cidade de Guanajuato, graças a este Maximiliano do México, que começou a sua visita pelo estado de Guanajuato tão pomposo, nas cidades de Apaseo el Grande Celaya e San Miguel de Allende. Ao abandonar as tropas francesas e do estado, Maximiliano de Habsburgo se viu forçado a fugir da Cidade do México com destino a região Bajío e foi sitiado em  Querétaro pela resistência em Celaya e municípios vizinhos defendida por Mariano Escobedo.

### Período Porfirianismo
O sucesso da Revolução Tuxtepec liderada por Porfirio Díaz contra Sebastián Lerdo de Tejada, quando Porfirio Díaz invadiu Celaya no dia 29 de dezembro de 1876 vindo da cidade de  Salamancae nomeou governador de Guanajuato Francis Z. Mena.
Sob o governo de Francisco Z. Mena em Celaya foram instaladas ferrovias que culminariam, em sua primeira fase, para o Bajío, sendo Celaya e León seus destinos finais. Já em 1904 seriam as duas maiores ferrovias da República, da central e nacional através da cidade, ligadas a grandes cidades.
A indústria em Celaya cresceu com os avanços em energia elétrica, o ferro e telefonia, estabelecendo-se na cidade empresas de plantas para fabricação de álcool, óleo e seus derivados de milho, que prevê um reforço para a sua produção agrícola.
No que diz respeito à educação neste período foi inaugurada em Celaya uma das quatro escola modelo do estado, onde a educação dada era positivista, impulsionada pelo governo federal. Durante este período foi construído e inaugurado o edifício Bola de Água de Celaya.

### Período revolucionário

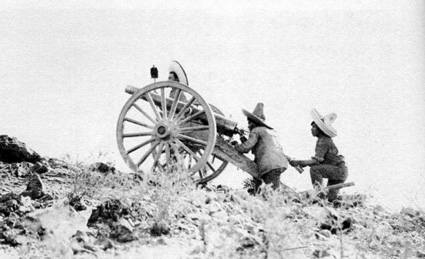
Batalla de Celaya.

Durante a era revolucionária na cidade depois de uma série de confrontos sangrentos e dramáticos conhecidos como Batalha de Celaya, entre as forças da vila com 30.000 homens e o exército de Obregon com 15,000 durante os dias 13, 14 e 15 de abril de 1915, resultando os chamados Obregonistas foram vitorioso, embora na batalha o general Álvaro Obregón perdeu um braço, razão pela qual ficou conhecido como o El manco de Celaya.
Obregon realmente perdeu a mão na batalha, mas não em  Celaya, mas em uma batalha anterior em León de los Aldama, na fazenda de la Sandía.

## Século XX

### Inundações
Em agosto de 1973, dadas as fortes chuvas e má administração por parte das autoridades da barragem Ignacio Allende, o rio Laja  transbordou, inundando as partes da cidade, incluindo o colonias "Francisco Eduardo Tresguerras", "insurgentes", "El Zapote" e "Alameda", foram registrados danos materiais.

### A explosão de Celaya
No domingo 26 de setembro de 1999, também conhecido como O domingo negro ocorreu até agora a maior tragédia da cidade em uma loja que armazenadas grandes quantidades de fogos de artifício. No total, as primeiras explosões foram de 3, devido ao fogo de artifício e pólvora a segunda maior foi a de um tanque de gás LP de 1000 litros que causou mais mortes. A loja estava localizada em uma importante área comercial com tráfego intenso na Avenida Antonio Plaza em que é também é a central de ônibus Celaya. Naquele dia, houve uma grande quantidade de mortos e vários feridos, entre os quais três paramédicos. um dos paramédicos de emergência, era membro voluntário do Corpo de Bombeiros e um era de Celaya Cruz Amber.

### O auge de Celaya

Boulevard "Adolfo López Mateos".

Passado o período pós-revolucionário, Celaya ficou ligada por várias estradas e rodovias modernas, aeroportos e ferrovias para distribuir sua expansão agrícola, industrial, comercial e pecuária. Isso combinou-se com o crescimento da região, que ganhou a designação de "Porta de ouro do Bajío".
Com isso, os produtos de Celaya foram espalhados por todo o país, inclusive começou a fazer uma sobremesa tradicional conhecida para consumo familiar e cujos nomes parecem inseparáveis: o famoso caramelo de Celaya. Esta compota é feita com leite de cabra engrossado pela fervura e açúcar mascavo, frutas mistas (passas, nozes, pinhões), é embalado em potes de madeira.

## Geografia

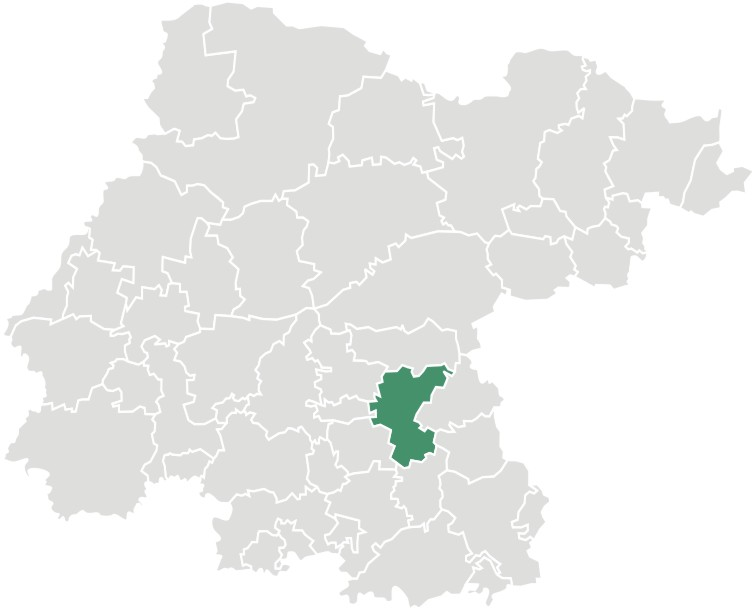
Localização de Celaya no estado de Guanajuato.

A cidade de Celaya é delimitada a norte pelo município de Comonfort, a leste pelos municípios de Apaseo el Grande e Apaseo el Alto, a sul pelo município de Tarimoro oeste pelos municípios de Cortázar e Villagrán, a noroeste pelo município de Santa Cruz de Juventino Rosas. Celaya tem uma área de 560,97 km². A maior parte do município consiste na planície da região Bajío. Celaya é atravessada de norte a sudoeste do afluente do rio Laja de Rio Lerma.

### Clima
O clima em Celaya em bastante variável e úmido, com teperaturas médias amenas, pode ser muito quente no verão com temperaturas acima dos 30 °C, e no inverno as minímas podema ficar abaixo de 0 °C, por conta da sua localização em uma região muito alta no México.
| Dados climatológicos para Celaya                  | Dados climatológicos para Celaya | Dados climatológicos para Celaya | Dados climatológicos para Celaya | Dados climatológicos para Celaya | Dados climatológicos para Celaya | Dados climatológicos para Celaya | Dados climatológicos para Celaya | Dados climatológicos para Celaya | Dados climatológicos para Celaya | Dados climatológicos para Celaya | Dados climatológicos para Celaya | Dados climatológicos para Celaya | Dados climatológicos para Celaya |
| Mês                                               | Jan                              | Fev                              | Mar                              | Abr                              | Mai                              | Jun                              | Jul                              | Ago                              | Set                              | Out                              | Nov                              | Dez                              | Ano                              |
| ------------------------------------------------- | -------------------------------- | -------------------------------- | -------------------------------- | -------------------------------- | -------------------------------- | -------------------------------- | -------------------------------- | -------------------------------- | -------------------------------- | -------------------------------- | -------------------------------- | -------------------------------- | -------------------------------- |
| Temperatura máxima recorde (°C)                   | 36                               | 33                               | 39                               | 39                               | 38                               | 38                               | 33                               | 33                               | 36                               | 34                               | 35                               | 34                               | 33                               |
| Temperatura máxima média (°C)                     | 27                               | 29                               | 33                               | 35                               | 35                               | 32                               | 29                               | 29                               | 30                               | 30                               | 30                               | 27                               | 27                               |
| Temperatura mínima média (°C)                     | 5                                | 6                                | 8                                | 11                               | 13                               | 15                               | 14                               | 14                               | 13                               | 11                               | 9                                | 7                                | 11                               |
| Temperatura mínima recorde (°C)                   | −2                               | −3                               | −3                               | 3                                | 6                                | 8                                | 7                                | 8                                | 3                                | 4                                | −1                               | −5                               | 5                                |
| Precipitação (mm)                                 | 101                              | 30                               | 56                               | 64                               | 86                               | 226                              | 406                              | 288                              | 203                              | 149                              | 64                               | 39                               | 1 712                            |
| Fonte: Servicio Meteorológico Nacional 07/04/2010 |                                  |                                  |                                  |                                  |                                  |                                  |                                  |                                  |                                  |                                  |                                  |                                  |                                  |

## Demografia
Segundo estudos do II Contagem da População e Habitação 2005, conduzido pelo Instituto Nacional de Estatística, Geografia e Informática, o INEGI a cidade de Celaya tinha um total de 310.413 habitantes, dos quais 148.253 são  homens, e 162,160 são mulheres.

## Econômia

Centro comercial "Parque Celaya".

As atividade econômica de Celaya são principalmente a indústria, o serviços e de negócios, bem como atividades econômicas crescente milho, alfafa e sorgo e da criação de gado e cabra.
Celaya foi desenvolvida inicialmente na agricultura, pecuária e artesanato, como um bastão da agricultura e do comércio na região e do estado, e mais tarde tornou-se numa encruzilhada para os impostos tornou-se aduana colonial.
Celaya agora se mantém como ponto logístico para o estado e nação, através da criação de novas empresas industriais e comerciais, tirando partido do seu território, como ferroviários, rotas rodoviárias e aeroporto doméstico, sem esquecer o desenvolvimento  da forma tradicional que dá fama no país. Tudo isso graças à sua proximidade em relação a Cidade do México e a cidade de Santiago de Querétaro, além de ser um elemento essencial nas estradas que liga os município do Bajío.

## Educação
Celaya por sua relativa importância regional, estatal e nacional conta com múltiplos centros educativos de nível superior, nível medio e nível básico, tanto públicos e privados.

### Institutos, centros, escolas e universidades
- Instituto Tecnológico de Celaya http://www.itc.mx
- Instituto Tecnológico de Estúdios Superiores del Bajío-UNITESBA
- Instituto Tecnológico de Roque http://www.itroque.edu.mx
- Instituto Armando Olivares Carrillo http://institutoolivares.edu.mx
- Universidade Continente Americano
- Universidade de Celaya http://www.udec.edu.mx
- Universidade de Guanajuato http://www.ugto.mx
  - Campus Celaya-Salvatierra
  - Faculdade de Enfermagem e obstetricia
  - Faculdade de Ciências Administrativas
  - Escola de Nível Medio Superior de Celaya
- Universidade de León
  - Campus Celaya
- Universidade do Centro del Bajío http://www.uniceba.edu.mx
- Universidade Lasallista Benavente http://www.ulsab.edu.mx
- Universidade Latina do México http://www.ulm.edu.mx
- Universidade Tecnológica do Centro do México
- Colegio New England http://colegio-newengland.edu.mx/

## Pessoas importantes de Celaya
- Francisco Eduardo Tresguerras (nascido em 13 de outubro de 1759, morreu 3 de agosto de 1833) Proeminente arquiteto, pintor e gravador do período colonial e nos primeiros anos de independência.
- Octavio Ocampo (nascido em 28 de fevereiro de 1943). Pintor famoso por seu estilo peculiar de "Metamorfismo".
- Raúl Velasco (nascido em 24 de abril de 1933 - morreu 26 de novembro em 2006) Apresentador de programa de televisão conhecido por condução de programa de variedades Siempre en Domingo.
- Eric del Castillo (nascido em 22 de julho de 1930). Ator de telenovelas e em mais de 250 filmes.
- José Buil (nascido em 19 de março de 1953). Produtor, diretor, editor e escritor de televisão.
- Joshua Ilika Brenner (nascido em 14 de setembro de 1976). Nadador que começou sua carreira de três anos e participou da Jogos Olímpicos Verão 2000 e 2004.
- Saul Mendoza Principal concorrente Paralímpico
- Elisa Nájera (nascido em 16 de agosto de 1986) Ganhadora do concurso Nuestra Belleza México em 2007.
- Mauricio Ochmann (nascido em 16 de novembro de 1977). Ator de telenovelas.
- Georgina Salgado (nascida em 27 de setembro de 1985). Atriz de telenovelas..
- Ever Guzmán (nascido em  15 de março de 1988). Futebolista do Clube Morelia.
- Liliana Ibañez (nascida em 30 de janeiro de 1991). Nadadora

## Cidades-irmãs
- Guernica, Espanha
- Oaxaca, México
- Tuxtla Gutiérrez, México
- Guanajuato, México
- Monterrey, México
- Cidade do México, México
- Bremen, Alemanha